# Telescopio Mercator
Il telescopio Mercator è un telescopio di 1,2 metri di diametro situato all'Osservatorio del Roque de los Muchachos, sull'isola di La Palma alle Canarie. È gestito dalla Katholieke Universiteit Leuven in collaborazione con l'osservatorio dell'Università di Ginevra e prende il nome da Gerardo Mercatore, famoso cartografo.
Contiene due diversi dispositivi di misurazione:
- La camera CCD MeropeII; questa fotocamera ha un sensore di trasferimento fotogrammi di dimensione di 2x6000 pixel, originariamente progettato per la missione spaziale Eddington annullata dall'ESA. I filtri utilizzati insieme a questa fotocamera sono conformi al cosiddetto sistema fotometrico di Ginevra.
- Lo spettrografo HERMES di tipo echelle. Copre un intervallo di lunghezze d'onda tra 380 e 875 nm con una risoluzione spettrale di R~85000.[1]

Il fotometro P7 era attivo da maggio 2001 a luglio 2008. Il fotometro misurato nel sistema fotometrico di Ginevra a 7 bande. Ha misurato la stella in un canale e il cielo in un altro in modo che il cielo possa essere sottratto. La ruota del filtro ruota a una velocità di 4 Hz, cambiando tra i filtri del sistema fotometrico.
Lo svizzero Leonhard Euler Telescope e il Mercator Telescope facevano parte del programma di ricerca extrasolare Planet Southern Sky che ha scoperto numerosi pianeti extrasolari.
Lo spettrografo Hermes è stato utilizzato per monitorare la stella Delta Cephei nel 2010. I dati sembravano suggerire un compagno stellare precedentemente sconosciuto.